# Falcon Private Bank
Die Falcon Private Bank AG war eine auf die Vermögensverwaltung und damit verbundenen Finanzdienstleistungen spezialisierte Schweizer Privatbank mit Sitz in Zürich.
Das Bankinstitut beschäftigte per Stand Januar 2014 über 350 Mitarbeiter, wies für das Geschäftsjahr 2012 eine Bilanzsumme von fast zwei Milliarden Schweizer Franken aus und verwaltete 2012 ein Vermögen von 12,1 Mrd. CHF (assets under management). Neben dem Zürcher Hauptsitz verfügte die Falcon Private Bank über Niederlassungen in Genf, Hongkong und Singapur sowie über Vertretungen in Abu Dhabi, Dubai und London. Zudem war sie mit einem Anteil von 42,5 Prozent an der bank zweiplus beteiligt.
Die Falcon Private Bank befand sich im Besitz der Investmentgesellschaft Aabar Investments mit Sitz in Abu Dhabi.
Der Geschäftsbetrieb wurde am 31. März 2022 eingestellt.

## Geschichte
Das Bankinstitut wurde 1965 unter dem Namen Überseebank AG als Tochtergesellschaft des US-amerikanischen Versicherungskonzerns American International Group gegründet. Die Bank war anfänglich als Universalbank tätig, konzentrierte sich im Verlaufe der Jahre aber immer mehr auf das Private Banking bzw. auf die Vermögensverwaltung. Dies führte 1998 zur Änderung der Statuten, wo als neuer Zweck der „Betrieb einer Bank mit internationaler Orientierung mit dem Hauptgewicht auf der Vermögensverwaltung“ sowie die Umbenennung in AIG Privat Bank AG festgelegt wurden. Zu dieser Zeit verfügte das Bankinstitut über Filialen und Vertretungen in Genf, Lugano, Hongkong und Singapur sowie über rund sieben Milliarden Franken Kundenvermögen.
Auf Mitte 2008 lagerte die AIG Privat Bank ihr bisheriges Geschäft mit kleinen und mittleren Vermögen in der Höhe von gesamthaft rund zwei Milliarden Franken in die gemeinsam mit der Bank Sarasin neu gegründete bank zweiplus aus.
Im Zuge der Sanierung der während der Subprime-Krise in Schieflage geratenen American International Group wurde die AIG Privat Bank im April 2009 an Aabar Investments verkauft und in Falcon Private Bank umbenannt.
Die Falcon Private Bank war 2016 für einige Monate ein wesentlicher Investor mit einer Beteiligung von über 30 Prozent an der Signa Holding.
Am 1. Oktober 2016 übergab der langjährige CEO Eduardo Leemann sein Amt an Walter Berchtold. Im Oktober 2016 wurde der Niederlassung in Singapur von der dortigen Zentralbank Monetary Authority of Singapore aufgrund des Verdachts der Geldwäsche die Markterlaubnis entzogen.
Nachdem die beiden Vertreter von Aabar Investments im Verwaltungsrat diese Position genutzt hatten, die Bank als Durchgangsstation für zweifelhafte Geschäfte zu missbrauchen, zog die Eidgenössische Finanzmarktaufsicht den unrechtmässig erzielten Gewinn ein und setzte eine personelle Neubesetzung des Verwaltungsrats durch.
Im September 2017 übernahm Martin Keller als neuer CEO die Unternehmensleitung. Er verfolgte das Ziel, die Bank strategisch neu zu positionieren.
2020 kündigte die Falcon Private Bank an, ihren Betrieb einzustellen, am 31. März 2022 wurden alle Geschäftsaktivitäten beendet.